# يوسف سيكور
يوسف سيكور (بالفرنسية: Youcef Sekour)‏ مواليد 27 فبراير 1988 لاعب كرة قدم مغربي مولود في فرنسا يجيد اللعب في خط الوسط. يلعب حاليا لصالح نادي أم صلال القطري منذ عام 2017 .

## روابط خارجية
- يوسف سيكور على موقع قاعدة بيانات كرة القدم.إي يو (الإنجليزية)
- يوسف سيكور على موقع Soccerway.com (الإنجليزية)